# Maria van Mortagne
Maria van Mortagne (ca. 1280–1312) was burggravin van Doornik en vrouw van Mortagne. Ze maakte de Vlaamse kasselrij Doornik in 1297 over aan de Franse koning Filips de Schone, die er na haar dood definitief de hand op legde. Dit ging gepaard met allerlei intriges, in het kader waarvan Maria in 1308 werd bedrogen door een man die zich voor haar in de Guldensporenslag gesneuvelde echtgenoot uitgaf.

## Leven
Maria was een dochter van burggraaf Jan van Mortagne († 1279), pair van Vlaanderen, en Maria van Conflans. Als enig overlevend kind erfde ze bij de dood van haar vader de kasselrij Doornik en de heerlijkheid Mortagne in Vlaanderen. Bij haar meerderjarigheid in 1291 begon ze zelf op te treden in oorkonden, maar ze bleef onder de voogdij van haar moeder en van haar ooms en leenmannen Willem en Thomas van Mortagne. Haar bezittingen en titels wekten de interesse van twee rivalen die weldra de Frans-Vlaamse Oorlog zouden beginnen, de Franse koning Filips de Schone en zijn vazal Gwijde van Dampierre. Hun doel was voor Maria een echtgenoot te vinden die hen was toegewijd. De Vlaamse graaf leek het te halen door zijn zoon Gwijde van Namen naar voren te schuiven, maar het huwelijksplan werd in 1295 met een vergoeding verbroken. In plaats daarvan nam Filips de Schone Maria in 1297 onder zijn "bescherming", op zodanige wijze dat ze toezegde haar land niet van de Vlaamse graaf maar van de koning zelf te houden. Ook trouwde Maria van Mortagne in 1297 met Jan van Vierzon (1281–1302), zoon van Godfried van Brabant en Jeanne Isabelle van Vierzon († 1296). Godfried was een Brabander met nauwe connecties aan het Franse hof. Door het huwelijk werd Jan van Vierzon iure uxoris burggraaf van Doornik en maakte hij nog hetzelfde jaar zijn intrede in de stad. Met zijn vader streed hij in 1302 aan Franse zijde tijdens de Guldensporenslag, waar hij sneuvelde. Maria van Mortagne rouwde om haar echtgenoot, die haar geen kinderen had nagelaten en wiens lijk door de Vlamingen in een massagraf zal zijn gelaten.
Na enige tijd ontmoette de weduwe bij een vriendin een vrome bedelaar die beweerde dat haar echtgenoot niet dood was, maar deel uitmaakte van zijn groep. Ze hadden de Guldensporenslag overleefd en beslist om uit dankbaarheid en boetedoening zeven jaar als bedelaars te leven. Op 23 februari 1308 verscheen de man die zich uitgaf voor Jan van Vierzon in Doornik, in het gezelschap van graaf Lodewijk van Évreux, om zijn oude functies terug op te nemen. Vandaar ging hij naar Bruille, Leuze en Condé. Ook in Brabant maakte hij grote sier, nadat hij het schild van Vierzon van de muur had gehaald in de Sint-Michielskerk. Maria geloofde zijn verhaal en liet hem toe tot de echtelijke sponde. Volgens Hocsemius was ze niet naïef: hij identificeerde de oplichter als Jacob van Gistel, met wie Maria haar jeugd had doorgebracht. Uiteindelijk kwam het bedrog aan het licht en werden de daders, voor zover ze konden worden gevat, gevangen genomen. Volgens de abt-chroniqueur Gilles Li Muisis zijn ze levend begraven, Jan van Boendale houdt het erop dat ze stierven in de kerkers van Filips de Schone.
Li Muisis meende dat de hele affaire was opgezet door Enguerrand de Marigny (fr) met het doel Maria's gebieden in te lijven bij de Franse kroon. In de Brabantsche Yeesten beschrijft Jan van Boendale hoe de oplichters ook in Brabant slaagden, nadat ze zich grondig hadden voorbereid in Brussel en Leuven. Vierzon was vergezeld van handlangers die zich voordeden als de graaf van Eu en als de heer van Kraainem. Ze traden in de rechten van de overledenen en ontsloegen hun schepenen om ze te vervangen door eigen mensen. Lodewijk van Velthem doet in Spiegel Historiael uitgebreid verslag hoe de bedriegers met alle egards waren onthaald door hertog Jan II en hoe de Brabanders zich achteraf schaamden voor hun goedgelovigheid. De oplichters hebben waarschijnlijk handig ingespeeld op de speculaties die konden ontstaan over gesneuvelde ridders van wie het lijk niet was terechtgekomen. Het heeft er de schijn van dat men de persoonverwisseling oprecht niet door had, al valt niet uit te sluiten dat sommige machthebbers die het goed uitkwam, misbruik hebben gemaakt van de ontstane situatie. Maria van Mortagne deelde wellicht in de schande waarover de kroniekschrijvers spreken en ze stierf weinige jaren later zonder nageslacht.
Filips de Schone bedreigde de erfgenamen met confiscatie en wist in januari 1314 (ns) hun instemming af te dwingen om Mortagne aan hem over te dragen. Op 22 maart van dat jaar nam Pierre de Galard namens de koning bezit van het kasteel van Doornik.

## Kronieken
Het verhaal is opgetekend door Gilles Li Muisis, Jan van Boendale en Lodewijk van Velthem. Ook bij Jan van Hocsem en de voortzetter van Willem van Nangis is het vermeld.

## Voetnoten
1. ↑  Deze bedelaars stonden bekend als Louez-Dieu - zie Chronographia regum Francorum, ed. Henri Moranville, vol. I, 1891, p. 173-174
2. ↑  Van drien wonderen die te dien tiden ghescieden. (Vijfde boek, VII, v. 519-561). Gearchiveerd op 1 juli 2023.
3. ↑  Van haren Godevarde ende mijn her Jan van Virsoen (Vijfde partie, boek 5, v. 1616-1715)